# 샤이너 (텍사스주)

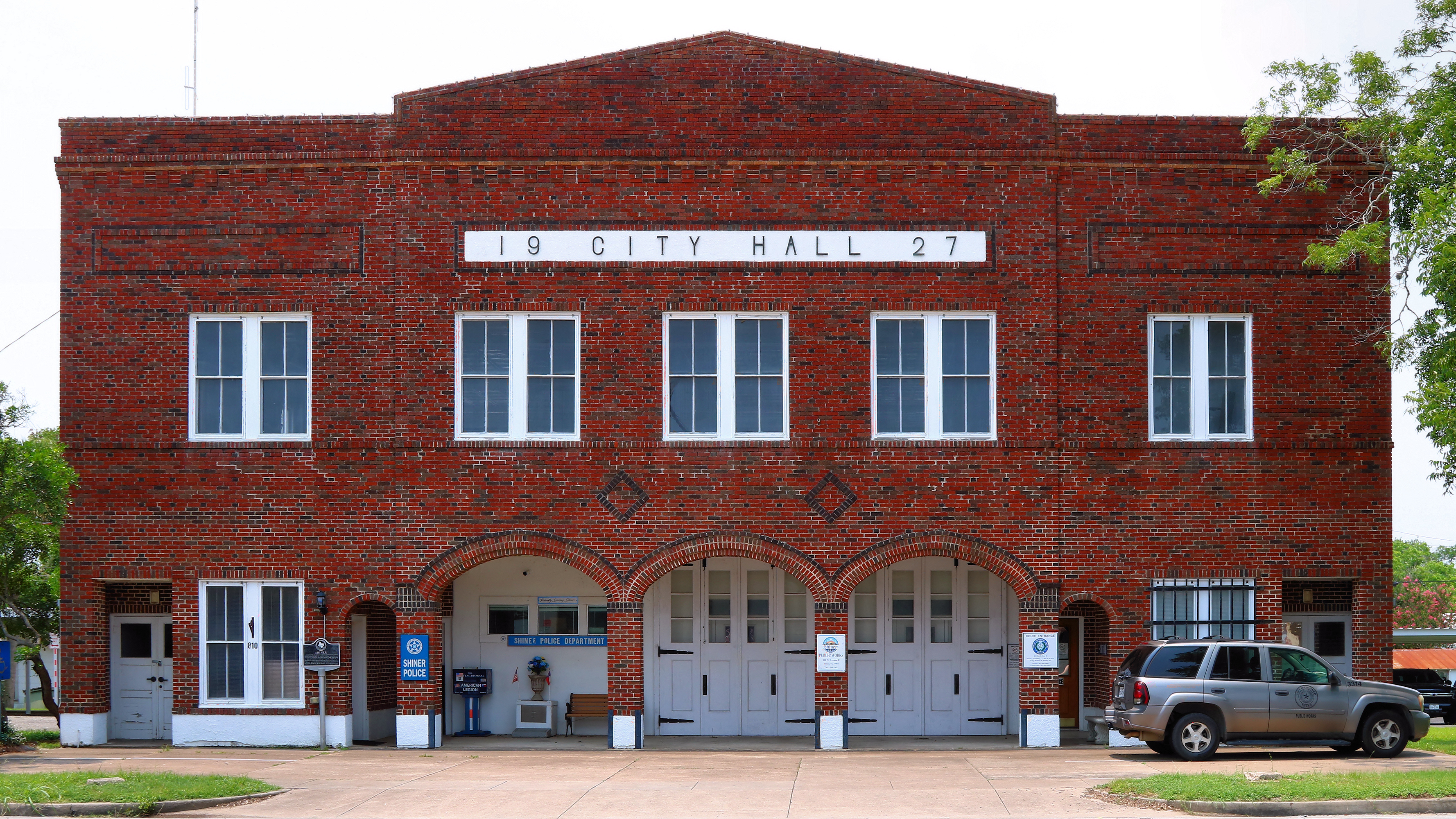
2024년에 촬영된 샤이너 시청사 건물 사진

샤이너(Shiner)는 미국 텍사스주 라바카군에 위치한 도시이다. 철도 부지로 250 에이커 (1.0 km2)의 땅을 기부한 헨리 B. 샤이너의 이름을 따서 명명되었다. 2020년 인구 조사에 따르면 인구는 2,127명으로 집계되었다. 샤이너는 독일계와 체코계 이민자들의 정착으로 형성된 도시이다.

## 역사
1885년, 현재의 샤이너 부근에 있던 교역소에 하프 문(Half Moon)이라는 이름의 우체국이 개설되었다. 1887년, 헨리 B. 샤이너(Henry B. Shiner)는 샌안토니오-애런사스패스 철도(San Antonio and Aransas Pass Railway)의 기차역과 철도 부지(선로용 토지)를 위해 250에이커의 땅을 기부했는데, 이 철도는 하프 문을 우회하여 샤이너가 기부한 토지를 지나도록 건설되었다. 이후 이 교통시설 주변을 중심으로 마을이 성장했다. 처음에는 마을 이름이 ‘뉴 하프 문’(New Half Moon)이라고 불렸지만, 1888년에 현재 이름으로 이름이 바뀌었고, 1890년에는 공식적으로 시(市)가 되었다.
곧이어 체코계와 독일계 이민자들이 주요 인종 집단을 이루게 되었고, 지금도 지역 문화에 큰 영향을 미치고 있는 결속력 있는 체코 공동체가 형성되었다. 목축업은 샤이너의 역사에서 중요한 부분을 차지하고 있다.
역사적으로 이 지역의 주요 가문으로는 월터스(Wolters) 가문과 웰하우젠(Welhausen) 가문이 있으며, 현재 샤이너 내에는 각각 이들의 이름을 딴 에드윈 월터스 기념관(Edwin Wolters Memorial Museum)과 **샤이너 웰하우젠 공원(Shiner Welhausen Park)이 있다.
샤이너에는 텍사스주에서 가장 오래된 독립 양조장인 스포에츨 브루어리(Spoetzl Brewery)가 자리하고 있다. 이 양조장은 특히 체코·독일 스타일의 다크 비어인 샤이너 복(Shiner Bock)으로 유명하며, 이 맥주는 현재 미국 50개 주 전역에 유통되고 있다.
또한 샤이너는 미국에서 가장 오래 지속적으로 운영되고 있는 기업 중 하나인 카스파 컴퍼니(Kaspar Companies)의 본거지이기도 하다. 카스파 컴퍼니는 현재 랜치 핸드 트럭 액세서리(Ranch Hand Truck Accessories), 텍사스 프레셔스 메탈(Texas Precious Metals) 등 여러 계열사를 포함한 지주회사 형태로 운영되고 있다.